# Парайнсе, Гильерме
Гильерме Парайнсе (порт. Guilherme Paraense, 25 июня 1884, Белен, Бразилия — 18 апреля 1968, Рио-де-Жанейро, Бразилия) — бразильский стрелок, первый олимпийский чемпион в истории страны.
Гильерме Парайнсе родился в Белене в штате Пара, был военным. На Олимпиаде-1920 в Антверпене Бразилия дебютировала на Олимпийских играх. Парайнсе удалось в соревнованиях в стрельбе из армейского пистолета на 30 м выбить 274 очка, а командных соревнованиях в стрельбе из произвольного пистолета с 50 м он со сборной страны выбил 2264 очка, это был третий результат.
В тире военной академии Academia Militar de Agulhas Negras в Рио-де-Жанейро теперь проводится турнир в честь него.